# 오까야마조선초중급학교
오까야마조선초중급학교(일본어: 岡山朝鮮初中級学校 오카야마 조선 초중급학교[*])는 일본 오카야마현에 위치한 조선학교이다.

## 학과
- 중급부
- 초급부
- 유치반